# Plavi jahač
München 1911. godine: ruski slikar Vasilij Kandinski, koji u tom gradu živi od 1908., zajedno sa slikarom Franzom Marcom, osniva skupinu 'Der Blaue Reiter' i objavljuje istoimeni godišnjak koji izlazi 1912. Toj je tiskovini koji su ilustrirali razni umjetnici cilj bio širenje nove umjetnosti.

Članom je te minhenske skupine, osim Marca, bio i August Macke. Nijedan od te dvojice slikara- koji su život izgubili na frontu u Prvom svjetskom ratu- nije bio apstraktni umjetnik, već su nadahnuće temama prirode stapali s intenzivnom bojom fovista i impresionista.
 Kod Marca se stalno javlja tema o životinjama koje se stapaju s okolinom.
August Macke bavi se prirodom, ali se hvata u koštac i s urbanim temama.
U duhovnom pogledu blizak grupi 'Der Blaue Reiter' jest švicarac Paul Klee koji stvara vrlo osoban slikarski jezik. Ne može se odrediti kao apstraktni slikar premda su mu iskustva slična kao i u Kandinskog. Na njegovim se djelima uvijek javlja neko pozivanje na prirodu i stvarnost, što Klee smatra neophodnim izvorom nadahnuća. Zahvaljujući snažnom osjećaju za glazbu, stvara kromatske kompozicije nadahnute glazbenim jezikom.